# Sarah Tkotsch

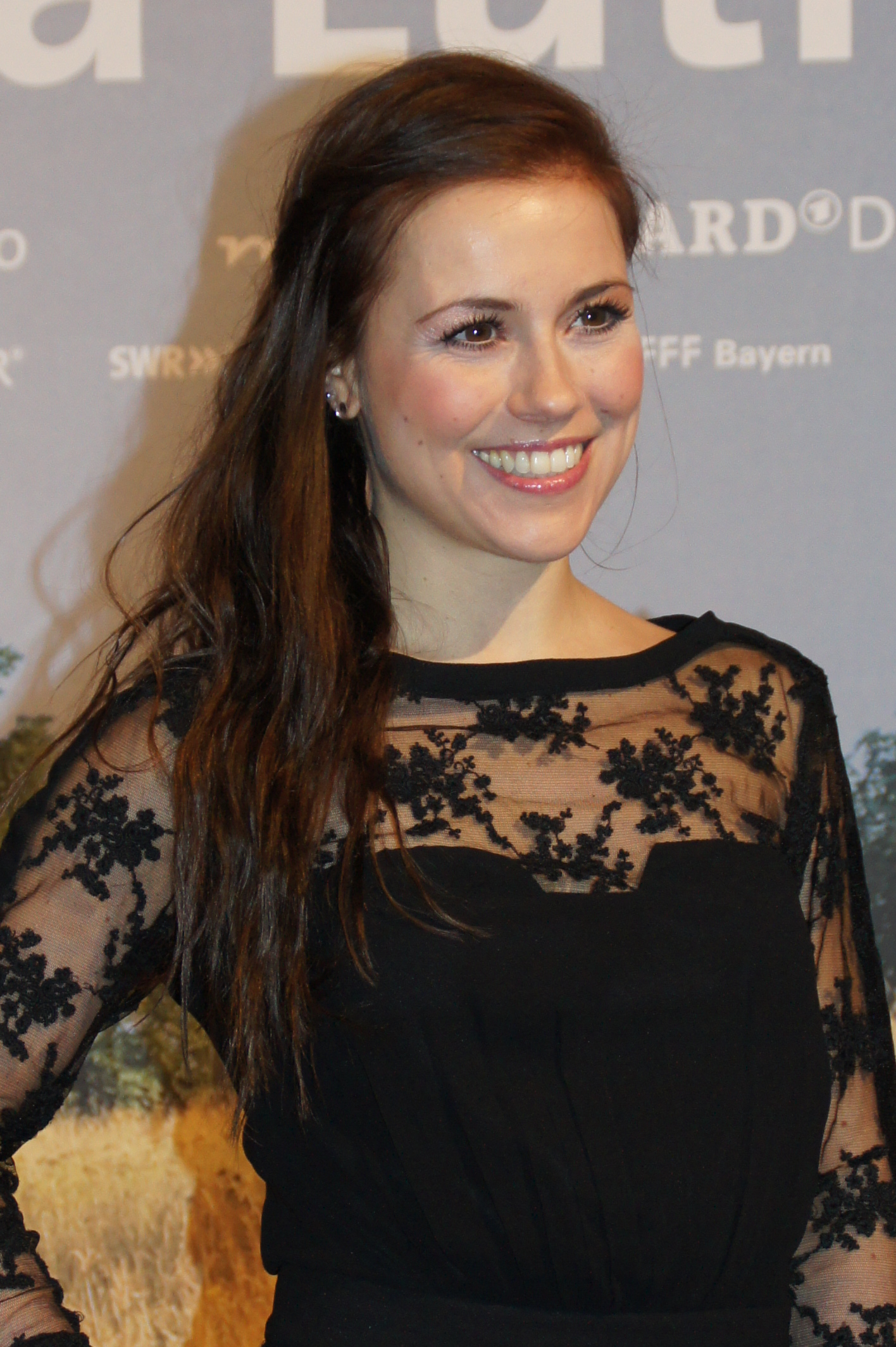
Sarah Tkotsch (2017)

Sarah Tkotsch (Köthen, 2 februari 1988) is een Duitse actrice.
Tkotsch bezocht het Pasteur-Gymnasium in Berlijn. Haar eerste filmrol was die in de bioscoopfilm Good bye, Lenin! van Wolfgang Becker. Later volgden verschillende rollen in televisieseries en films. In 2004 speelde Tkotsch Claudia Eisner, de dochter van commissaris Eisner (Harald Krassnitzer) in Tatort. Een jaar later speelde ze Jana Wellmann in de televisieserie Hinter Gittern - Der Frauenknast van RTL. Sinds november 2007 speelt Tkotsch Lucy Cöster in Gute Zeiten, schlechte Zeiten. Op de set ontmoette ze acteur Jörn Schlönvoigt. Op 8 maart 2010 werden hun trouwenplannen bekend.

## Filmografie (selectie)

### Films
- 2002: Spuk am Tor der Zeit
- 2003: Demokratie (schoolfilm)
- 2003: Good Bye, Lenin!
- 2004: Gram (korte film)
- 2004: Polizeiruf 110 – Dumm wie Brot
- 2004: Feuer in der Nacht
- 2005–2010: Tatort (televisieserie)
  - 2005: Die schlafende Schöne
  - 2005: Tod aus Afrika
  - 2005: Tödliches Vertrauen
  - 2007: Familiensache
  - 2008: Exitus
  - 2008: Granit
  - 2009: Baum der Erlösung
  - 2010: Operation Hiob
  - 2010: Glaube, Liebe, Tod
- 2008: Dunya und Desie
- 2011: Rookie – Fast platt

### Series
- 2005: Hinter Gittern – Der Frauenknast (4 afleveringen)
- 2006: Papa Bulle – Eine Familie zum Schießen (2 afleveringen)
- 2006: Großstadtrevier - Kinder, Kinder
- 2007–2010: Gute Zeiten, schlechte Zeiten
- 2010: Hausmeister Krause – Ordnung muss sein - Voll die Bescherung
- 2012: Der Bergdoktor - Schattenkind
- 2013: Die Küstenwache - Hit und weg
- 2014–2016: In aller Freundschaft
- 2019: Familie Dr. Kleist - Bitteres Glück
- 2020: Kreuzfahrt ins Glück - Hochzeitsreise nach Menorca

### Synchronisatie
- 2008: Sunshine Barry und die Discowürmer (Disco ormene) … als Gloria
- 2012: Fullmetal Alchemist: The Sacred Star of Milos … als Winry Rockbell
- 2012: Aesthetica of a Rogue Hero … als Minami Aihara
- 2012: Ame & Yuki – Die Wolfskinder … als Shouko
- 2012: Grey’s Anatomy … als Kimmy
- 2013: Ikki Tousen: Xtreme Xecutor … als Genpou Saji
- 2013: My Little Pony – Freundschaft ist Magie (My Little Pony: Friendship is Magic) … als Babs Seed
- 2013–2015: Hund mit Blog (Dog With a Blog) … als Avery Jennings
- 2013: Sofia die Erste – Auf einmal Prinzessin (Sofia the First) … als Jade Chen
- 2013: Marla spricht! (Martha Speaks) … als Alice Boxwood
- 2013: Tilly und ihre Freunde (Tilly and Friends) … als Dupps
- 2013: Die Abenteuer des jungen Marco Polo (The Travels of the Young Marco Polo) … als Shi La
- 2013: Family Weekend … als Lucinda Smith-Dungy
- 2014: Labor Day … als Eleanor
- 2014: Calimero … als Priscilla
- 2014–2018: Nicky, Ricky, Dicky & Dawn … als Dawn Harper
- 2014: Die Thundermans (The Thundermans) … u. a. als Morgan
- 2015: One Week Friends … als Kaori Fujimiya
- 2015: Tokyo Ghoul … als Hinami Fueguchi
- 2015: Q Pootle 5 … als Oopsy
- 2016: Ride – Mit Herz und Huf (Ride) … als Katherine Bridges
- 2017: Die ZhuZhus (The ZhuZhus) … als Frankie Pamplemousse
- 2018: Utøya 22. Juli … als verletztes Mädchen
- 2017–2019: Eine Reihe betrüblicher Ereignisse (A Series of Unfortunate Events) … als Violet Baudelaire
- 2018: The Flash (televisieserie) als Becky/Clifford DeVoe
- 2020: The Lodge … als Mia
- 2020: Heavy Object (Anime televisieserie) als Milinda Blantini
- sinds 2020: My Teen Romantic Comedy: SNAFU … als Yui Yuigahama
- 2023: Navy CIS: Hawaiʻi für Chrissie Fit als Roxanne
- 2023: Little Nightmares: Der Klang der Albträume (The Sounds of Nightmares) ... als Nima